# 槍田松瑩
槍田 松瑩（うつだ しょうえい、1943年2月12日-  ）は、日本の経営者。三井物産社長、会長を務めた。東京都出身。

## 来歴・人物
1967年に東京大学工学部精密機械工学科を卒業し、同年に三井物産に入社した。1997年6月に取締役に就任し、常務、専務を経て、2002年11月には社長に就任した。2009年に会長に就任し、2015年から顧問を務めた。
経済団体連合会副会長、日本銀行参与、日本貿易会会長、日本機械輸出組合理事長、NHK経営委員会委員、野村総合研究所取締役、三越伊勢丹ホールディングス取締役、東京電力ホールディングス取締役、TBSテレビ取締役、東京放送ホールディングス社外取締役、日本舞台芸術振興会理事長、国際大学理事長なども歴任した。
2019年11月に旭日大綬章を受章した。